# CD18
اینتگرین بتا-۲ (انگلیسی: Integrin beta-2) یا همان «CD18» یک پروتئین است که در انسان توسط ژن «ITGB2» کُد می‌شود.
فقدان این پروتئین در انسان موجب بروز «کمبود اتصال لکوسیت» می‌شود که در آن گلبول‌های سفید قادر نیستند جهت دفاع از بدن، از رگ‌ها خارج شده و به بافت‌های مبتلا بروند.
این مولکول پروتئینی یک فرم محلول در آب هم دارد و سطح آن به‌طور معکوس با شدت بیماری ایمنی «اسپوندیلوآرتریت» در ارتباط است.

## بیشتر بخوانید
- Bunting M, Harris ES, McIntyre TM, Prescott SM, Zimmerman GA (Jan 2002). "Leukocyte adhesion deficiency syndromes: adhesion and tethering defects involving beta 2 integrins and selectin ligands". Current Opinion in Hematology. 9 (1): 30–5. doi:10.1097/00062752-200201000-00006. PMID 11753075.
- Roos D, Law SK (2003). "Hematologically important mutations: leukocyte adhesion deficiency". Blood Cells, Molecules & Diseases. 27 (6): 1000–4. doi:10.1006/bcmd.2001.0473. PMID 11831866.
- Gahmberg CG, Fagerholm S (August 2002). "Activation of leukocyte beta2-integrins". Vox Sanguinis. 83 Suppl 1: 355–8. doi:10.1111/j.1423-0410.2002.tb05333.x. PMID 12617168.
- Schymeinsky J, Mócsai A, Walzog B (August 2007). "Neutrophil activation via beta2 integrins (CD11/CD18): molecular mechanisms and clinical implications". Thrombosis and Haemostasis. 98 (2): 262–73. doi:10.1160/th07-02-0156. PMID 17721605.